# سحالي ذات رجلين
خيروطيات أو سحالي ذات رجلين (الاسم العلمي: Bipedidae)، فصيلة سحالي من رتبة الحرشفيات التي تضم سحلية ذات رجلين التي تحوي أربعة أنواع تستوطن المكسيك والجنس المنقرض Anniealexandria الذي يمثله نوع واحد عاش تقريبًا في العصر الإيوسيني منذ 55 مليون سنة مضت. تشير التحاليل الوراثية إلى أنالسحالي ذات الرجلين ترتبط ارتباطًا وثيقًا بفصيلة Blanidae، والتي تضم جنسًا واحدًا حيًا بلنوس.